# کیسانوووا
کیسانوووا (به لاتین: Chiesanuova) یک منطقهٔ مسکونی در سن مارینو است که در سن مارینو واقع شده‌است.

## خصوصیات
کیسانوووا ۵٫۴۶ کیلومترمربع مساحت و ۱٬۰۹۷ نفر جمعیت دارد و ۴۵۰ متر بالاتر از سطح دریا واقع شده‌است.